# Poppon II de Wurtzbourg
Poppon II, mort le 22 juillet 983 probablement à Wurtzbourg, est évêque de Wurtzbourg de 961 à sa mort.

## Biographie
Après la mort de l'évêque Poppon, Poppon II est très vite nommé par le roi Otton le Grand pour reprendre la même politique dans la cité. En 965, il obtient l'immunité. En septembre 972, il participe au synode d'Ingelheim et est nommé en avril 973 dans la commission rendant visite à l'abbaye de Saint-Gall. Le roi Otton II lui apporte un grand soutien. Durant l'été 974, nommé par le roi, il va voir Henri II de Bavière qui conteste l'autorité de son cousin. En 976, il participe à la guerre menée contre Henri II. À l'automne 981, il demande à l'empereur de lui fournir soixante armures ; il est peu probable que Poppon II ait pris part à la campagne d'Italie.

## Source, notes et références
- (de) Cet article est partiellement ou en totalité issu de l’article de Wikipédia en allemand intitulé « Poppo II. (Würzburg) » (voir la liste des auteurs).
- (de) Alfred Wendehorst, « Poppo II. », dans Neue Deutsche Biographie (NDB), vol. 20, Berlin, Duncker & Humblot, 2001, p. 632 (original numérisé).